# Unryū (Schiff, 1944)
Die Unryū (japanisch 雲龍 ‚Wolkendrache‘) war ein Flugzeugträger und Typschiff der gleichnamigen Klasse der Kaiserlich Japanischen Marine, der im Zweiten Weltkrieg zum Einsatz kam.

## Geschichte

### Bau
Der Bauauftrag für die spätere Unryū wurde, mit der Baunummer 302 im Rahmen des „Schnellbauprogramms (Maru Kyū Keikaku)“ von 1941, an die Marinewerft in Yokosuka vergeben. Diese legte den Rumpf am 1. August 1942 auf Kiel und das zu Wasser lassen erfolgte am 25. September 1943. Die Indienststellung erfolgte am 6. August 1944 unter dem Kommando von Kaigun-taisa (Kapitän zur See) Konishi Kaname, welcher bereits seit dem 15. April 1944 als sogenannter Oberster Ausrüstungsoffizier (jap. 艤装員長, gisō inchō) mit der Baubelehrung beauftragt gewesen war.

### Einsatzgeschichte
Nach ihrer Indienststellung bildete die Unryū zusammen mit ihrem ebenfalls neu in Dienst gestellten Schwesterschiff, Amagi, die 1. Träger-Division (3. Flotte). Bis Mitte September wurden in der Bucht von Tokio ausgiebige Erprobungen durchgeführt, dem am 27. September eine Verlegung, unter Sicherung von zwei Zerstörer, nach Kure folgte. Von dort wurden Ausbildungsfahrten in die Seto-Inlandsee unternommen. Wobei die Unryū vom 30. Oktober bis 7. November Flaggschiff der von Admiral Ozawa Jisaburō kommandierten 3. Flotte war.
Im Rahmen der amerikanischen Rückeroberung der Philippinen erwarteten die Japaner eine Landung auf Luzon (Schlacht um Luzon), wofür zur Abwehr Raketenflugzeuge des Typs Yokosuka MXY-7, für Kamikaze-Einsätze, nach Manila transportiert werden sollten. Hierfür wurden am 13. Dezember dreißig dieser Raketenflugzeuge an Bord genommen und vier Tage später verließ die Unryū, gesichert von den Zerstörern Shigure, Momi und Hinoki, den Hafen von Kure in Richtung Manila.

### Untergang

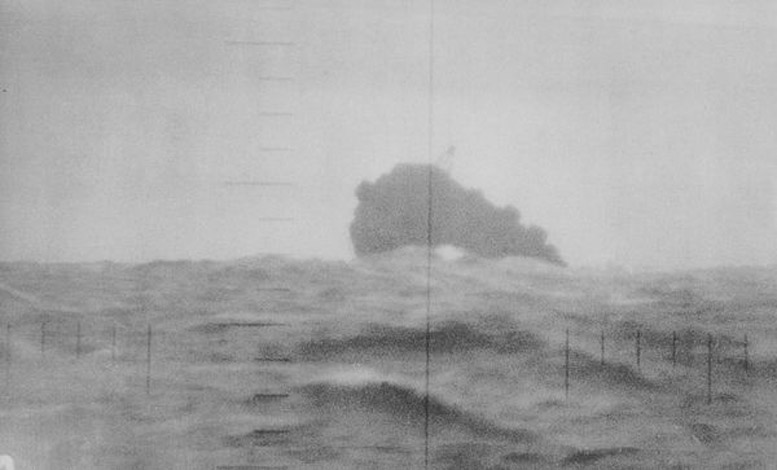
Die sinkende Unryū, aufgenommen vom U-Boot Redfish.

Am 19. Dezember 1944 wurde der Flugzeugträger etwas 200 Seemeilen südöstlich von Shanghai im Ostchinesischem Meer durch das amerikanische U-Boot Redfish gesichtet. Dieses feuerte vier Torpedos ab, von denen einer die Unryū um 16:35 Uhr steuerbords unter der Brücke traf. Der Treffer stoppte das Schiff, da er die Hauptdampfleitung durchtrennte, zwei Kesselräume überflutete, mehrere Brände auslöste und 3 ° Schlagseite verursachte. Gerade als der Träger wieder Fahrt aufnahm, schlug um 16:50 Uhr ein weiterer Torpedo auf der Steuerbordseite neben dem vorderen Aufzug und den vorderen Tanks für Flugbenzin ein. Die daraus resultierende Explosion führte dazu, dass die Sprengköpfe der auf dem unteren Hangardeck gelagerten Ohka-Kamikaze-Flugzeuge explodierten und den Bug des Schiffes praktisch wegsprengten. Nun eindringendes Wasser ließ die Schlagseite sehr schnell auf 30 Grad steigen und der Befehl zum Verlassen des Schiffes wurde erteilt. Als die Neigung 90 Grad betrug, sank das Schiff Bug voran innerhalb von sieben Minuten auf Position 29° 59′ N, 124° 3′ O. Von der Besatzung und sonstigen eingeschifften Personen fanden 1238, darunter der Schiffskommandant Konishi, den Tod. 146 Überlebende konnten vom begleitenden Zerstörer Shigure gerettet und nach Sasebo gebracht werden, wo sie am 22. Dezember 1944 ankamen.
Die Unryū wurde am 20. Februar 1945 aus der Liste der Schiffe der Kaiserlich Japanischen Marine gestrichen.